# Wataboku
wataboku（ワタボク）は日本のイラストレーター、デジタル・アーティスト、グラフィック・デザイナー。佐賀県鳥栖市出身で、性別・年齢・顔は非公開。記号性を作品の主題としており、制服の女子高校生を題材としたシリーズなどを制作しているほか、音楽関連や映像関連の仕事も手掛けている。当初はわたし、ぼく、おれ名義を使用しており、2015年ごろにwataboku名義で本格的な活動を開始した。大学でプロダクト・デザインを専攻の後、デザイン会社勤務などを経て、2017年よりフリーランス。

## 来歴
watabokuは佐賀県鳥栖市の出身である。元漫画家でその後家業の旅館を継いだ父・蟻田邦夫や後に東京の美術系大学に進む4歳上の姉の影響を受け、幼少時から絵を描き始める。中学校のころはバンドを組んで（ベースを担当）音楽活動に熱中しており、本格的に絵画に取り組み始めたのは高校で美術部に入部して以降である。その後九州産業大学芸術学部デザイン学科で自動車などのプロダクト・デザインを学び、卒業後は福岡県の食品会社に3年半ほど勤めた。このころ、deviantARTに投稿された作品に触発されデジタル・イラストレーションの制作を開始しており、またバンドマンとしても活動していた。このころ使用していたわたし、ぼく、おれ名義は、会社員としての一人称「わたし」・デザイナーとしての一人称「ぼく」・バンドマンとしての一人称「おれ」を統合したものである。
2012年に食品会社を退職し東京に拠点を移し、大学の同級生の伝手で映像会社に1ヶ月ほど勤めた後、トリプル・オー（OOO、クリエイティブ・プロダクション）でグラフィック・デザイナーとしてミュージック・ビデオの制作など関わるようになる。この転職についてwatabokuは、仕事も含めた掛け持ちに限界を感じるようになり、ミュージック・ビデオであれば音楽に関わりながらデザインを生かせると考えてのものであるったと述べている。転職後2年ほど経ったころに、（東京移住以降はバンド活動をしていないため「わたし、ぼく、おれ」から「おれ」を外した）wataboku名義で、イラストレーションの制作を再開。2015年以降、制服の女子高校生のシリーズをFacebookやTwitterといったSNSに投稿し、少女ナイフとのコラボレーションなどを経て大きな反響を呼ぶようになった。
以前から目標としていた2016年に、個展『きみ、あなた、おまえ』開催とアートブック『感0』の発表を果たす。個展をきっかけに山田悠介『パーティー』の装画やバラエティ番組『KEYABINGO!2』のメイン・ビジュアルを担当するなど個人の仕事が増え始めたため、2017年に会社を離れフリーで活動するようになる。以降、装画やCDジャケットの他、テレビ番組のコンセプト・アートや映像作品のイメージボードなども手掛けている。また、日本国外のアジア各国でも個展を開催している。上記アートブックや2017年から2018年にかけてのアジア5カ国における展覧会での題として使用された 「感0」というフレーズは、初心に帰り新たなスタートを切るというコンセプトであり、それまでの自身の創作感覚の一切をゼロに帰し、プレッシャー無く思うまま新たな創作に取り組む、という理念が表されている。

## 作風
繊細で透明感のある描写と独特な色彩感覚をもったノスタルジックな作風で、目の描写が特徴的とされる。影響を受けた作家としては田代敏朗やwakkawaを挙げている。
デジタル制作を始めた当初は西洋風の女性を描いていたが、2012年ごろより中学・高校時代の同級生をイメージして作ったSAIというキャラクターを使用し、制服の女子高校生を題材にしたシリーズを描くようになった。このシリーズの最初に描いた「KUMO」という作品についてwatabokuは、清潔感があって、無意味なようにも謎めいたようにも見え、自分が無意識に求めていた表現が集約されている気がしたと述懐している。
また、「記号性」「普遍性」を作品の主題としており、作品集『感0』の冒頭にはすべての作品に自分にしかわからない記号があるという言葉が記されている。作品の表題は作品が描き上がったあとで、日常の中でひらめいた言葉のメモから一番近い言葉を選んでつけており、絵と言葉が完全に一致しないのも表現の一部となっている。

### 制作環境
前述のとおり福岡時代にデジタル制作を開始しており、1年ほどでフルデジタルでの制作に移行したが、2017年時点でもシャープペンシルや水彩などのアナログ要素を取り入れることもあり、平泉編 (2018, p. 304) によると極力息遣いが残せるようにアナログから取り込んだテクスチャを使って仕上げている。制作時間には1枚あたり6 - 10時間ほど掛けている。
Wacom (2020) によると制作環境は次のとおりである。
- デスクトップ機: Apple iMac (2016)
- 液晶ペンタブレット: Wacom Cintiq 13HD
- アプリケーション: Adobe Photoshop CC (2017)

## 作品集
- 『感0』ポニーキャニオン、2016年12月7日。ISBN 978-4-86529-233-6。
- 『VSI』パイインターナショナル、2022年10月15日。ISBN 978-4756257086。

## 主な個展
- きみ、あなた、おまえ（東京、大阪、福岡。2016年 - 2017年）[3][4][9]
- 感0 – KANZERO（台北、バンコク、シンガポール、ジャカルタ、佐賀。2017年 - 2018年）[10][1][9]
- WHO（東京。2021年）
- SHAPE MEMORY（大阪。2022年）[3][4][9]
- VSI出版記念展（東京。 2022年）[3][4][9]
- 命令都市（東京。2022年）[3][4][9]